# Eustraci, Ausensi, Eugeni, Mardari, Orestes i Antíoc
Eustraci, Ausensi, Eugeni, Mardari, Orestes i Antíoc van ser un grup de cristians d'Armènia que van patir martiri a Sebaste a la primera persecució de Dioclecià del final del segle iv. Són venerats com a sants a tota la cristiandat.
Les dades conservades són poques i provenen de la passio, on segurament s'han interpolat fets fabulosos i tòpics, comuns a les actes d'altres martiris: l'argumentació que fa Eustraci davant el governador, per exemple, o el seguit de tortures fins a la mort. Segons la tradició, Eustraci era d'una família important de la ciutat i Eugeni n'era un servent; jutjats per cristians, van ser condemnats. Mardari i Ausensi eren amics d'Eustraci i van intercedir per ell, essent condemnats també. Finalment, Orestes era un soldat que, commogut per la fermesa que van demostrar els cristians a les tortures que van patir, es va convertir al cristianisme. Els cinc van ser torturats i morts.
Altres tradicions aporten variants de la llegenda. Segons ella, Eustraci i Orestes van sobreviure i van ser morts després, a la foguera en 296. Al Synaxarion ortodox, es diu que Eustraci era orador i dignatari de l'administració, ocupant el càrrec de scriniarius o arxiver.
Les seves relíquies van ser transportades a Roma, a l'església de Sant'Apollinare. La seva memòria es commemora el 13 de desembre. Són venerats per les esglésies catòliques i ortodoxes, però reben culte, sobretot en aquestes últimes i en les esglésies orientals.